# Василишин, Николай Яковлевич
Николай Яковлевич Василишин (1925—1945) — сержант Рабоче-крестьянской Красной Армии, участник Великой Отечественной войны, Герой Советского Союза (1945).

## Биография
Родился в 1925 году в селе Писаревка Ямпольского района Винницкой области Украинской ССР в семье крестьянина. Окончил школу-семилетку, после чего работал в колхозе.

## Великая Отечественная война
В июле 1941 года оказался на оккупированной немецкими войсками территории и прожил на ней до марта 1944 года. 10 апреля 1944 года  Дзыговским РВК призван на службу в Рабоче-крестьянскую Красную Армию. С августа того же года — на фронтах Великой Отечественной войны, был сапёром 50-й стрелковой дивизии 52-й армии. Принимал участие в боях на 1-м и 2-м Украинском фронтах. За отличие в боях во время Ясско-Кишинёвской операции награждён орденом Славы 3-й степени. Особо отличился во время Сандомирско-Силезской операции.
Когда 29 января 1945 года дивизия Василишина вышла к Одеру. 68-й отдельный сапёрный батальон, входивший в состав этой дивизии, получил приказ обеспечить переправу через реку, на которой к тому времени начался ледоход. Переправа осуществлялась при помощи рыбацких лодок и самодельных плотов. В ночь с 29 на 30 января 1945 года Василишин вместе с группой пехотинцев, несмотря на сильный пулемётный, артиллерийский и миномётный огонь противника, а также ледоход, первым в дивизии переправился через Одер и высадил десант. В ходе первого же рейса лодка была пробита, а два солдата получили тяжёлые ранения, и Василишин вернулся с ними на восточный берег, заделал пробоины и продолжил переправку советских бойцов. Во время третьего рейса лодка была окончательно разбита, и тогда Василишин на бревне переплыл реку обратно и, взяв другую лодку, продолжил осуществлять переброску десантов. В таких условиях Василишин совершил 7 рейсов, в ходе которых переправил 76 бойцов.
Принимал участие в Нижне-Силезской и Берлинской операциях. К концу войны был сержантом. 24 мая 1945 года, по свидетельствам сослуживцев (приходило письмо об этом его сестре Ковальчук Агриппине Яковлевне) повздорив с майором Советской армии из-за женщины, получил огнестрельное ранение в голову, доставлен в 614-й медсанбат 50-й стрелковой дивизии с черепно-мозговой травмой и, несмотря на попытки врачей спасти его, скончался от полученных ранений 2 июня.
Похоронен рядом с памятником Кутузову (могила №13 из 141-й) на Кутузовском мемориале около шоссе Болеславец — Згожелец в 4-х км от города Бунцлау (земля Бранденбург, Германия)  (ныне Болеславец, Польша).

## Награды
- Герой Советского Союза —Указом Президиума Верховного Совета СССР от 10 апреля 1945 года за «мужество и героизм, проявленные в Сандомирско-Силезской операции» (Дата подвига: 29.01.1945) [4]
- орден Ленина (10.04.1945),
- орден Славы 3-й степени (3.09.1944) (Дата подвига: 20.08.1944)[5],
- медаль «За отвагу» (Дата подвига: 24.01.1945)[2][6].